# 川のぬし釣り ワンダフルジャーニー
『川のぬし釣り ワンダフルジャーニー』（かわのぬしつり ワンダフルジャーニー）は、マーベラスインタラクティブより2005年1月27日に発売されたPlayStation 2用RPG。